# Landquart (commune)
Pour les articles homonymes, voir Landquart.
Landquart est une commune suisse du canton des Grisons, située dans la région de Landquart.

## Histoire

Vue aérienne (1963).

La commune a été créée le 1er janvier 2012 par fusion des anciennes communes d'Igis et de Mastrils. Elle a pris le nom du principal village de la région, auparavant inclus dans la commune d'Igis.

## Personnalités liées à la commune
- Curdin Orlik (1993-), lutteur suisse